# 新潟県立久比岐高等学校
新潟県立久比岐高等学校（にいがたけんりつ くびきこうとうがっこう、英: Niigata Prefectural Kubiki High School）は、新潟県上越市柿崎区柿崎にある県立高等学校。
県立高校等再編整備計画により、2024年（令和6年）度で生徒募集を停止し、2025年（令和7年）度末で閉校となる。

## 概要

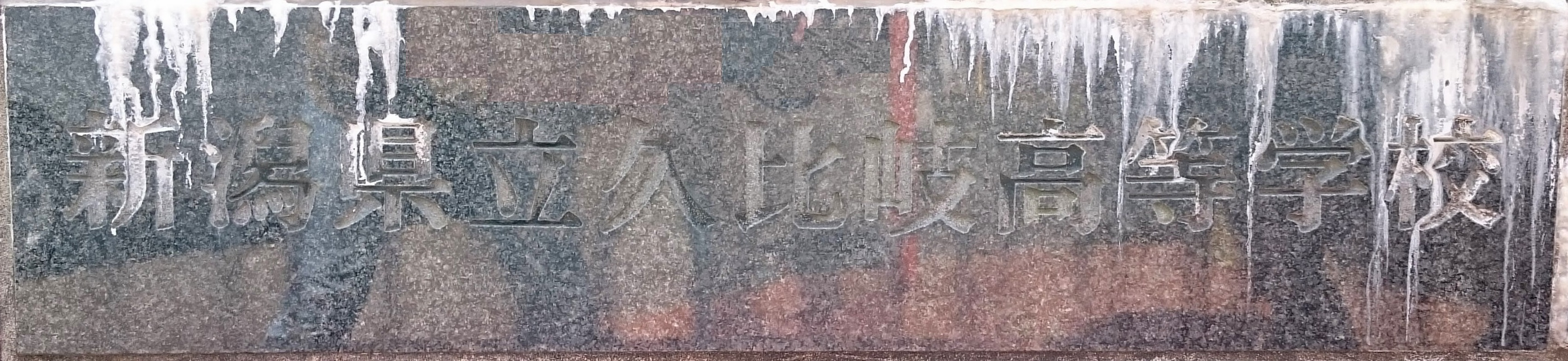
学校表示

2006年（平成18年）に県高校再編計画の一環で県立の柿崎高校と吉川高校が統合し、新設開校した。
校舎は前身のひとつである柿崎高校の建物を転用しており、生徒玄関前には柿崎高校の石碑が飾られている。

## 設置学科
- 普通科

## 教育目標
1. 創造する力（高い志を持って真理を探究し、文化の創造と発展に寄与する創造性豊かな人間性の育成）
2. 豊かな心（正義を尊び、明朗快活にして友情を分かち合い、他者とともに生きる心豊かな人間性の育成）
3. 進取の気概（困難に打克ち、たくましく挑戦する進取の気概を持った人間の育成）

## 沿革
- 2006年（平成18年）
  - 4月1日 - 新潟県立柿崎高等学校と新潟県立吉川高等学校が統合し、新潟県立柿崎高等学校内で開校する。
  - 5月13日 - 開校記念式典を挙行する。

## 学校行事
- スキー授業（1年）
- 修学旅行（2年）
- 学年遠足
- 体育祭
- 息吹祭（文化祭）
- 球技大会

## 部活動
- 運動部 - 卓球、テニス、バレーボール、野球
- 文化部 - 芸術（書道・美術・文芸）、茶道

## 校歌
作詞：国見修二、作曲：後藤丹

## アクセス
- JR信越本線柿崎駅 徒歩12分（0.8 km）
- 北陸自動車道 柿崎IC 車で4分（2.4 km）

※バイク通学および免許の取得は禁止されている。